# Oscar Torp
Oscar Fredrik Torp (8. juni 1893 i Skjeberg - 1. maj 1958) var en fremtrædende politiker i Norge som havde mange partiposter inderfor Arbeiderpartiet fra 1918 og frem til sin død i 1958. Han var også fylkesmann i Vestfold fra 1948 til sin død.
Han var Norges statsminister 1951–1955, og stortingspræsident fra 1955 til sin død i 1958. Han var finansminister, forsvarsminister og socialminister i Johan Nygaardsvolds regering, og dertil forsvarsminister i Einar Gerhardsens første regering. I overgangsfasen fredsåret 1945 var han leder for regeringsdelegationen og fungerende chef for Udenrigsdepartementet, Forsvarsdepartementet og Statens informationstjeneste 14. maj – 31. maj 1945.
Torp var også parlamentarisk leder for Arbeiderpartiets stortingsgruppe 1948–1951. Han er også den som formelt set har siddet længst som partileder i Ap. Han blev valgt i 1923, men mistede hvervet da han kom tilbage fra London efter 2. verdenskrigs afslutning i 1945.